# Dněpr (motocykl)
KMZ „Dněpr“ (ukrajinsky Дніпро) je obchodní označení motocyklů firmy KMZ s postranním vozíkem z  Kyjeva na Ukrajině, vyráběných Kyjevským motocyklovým závodem (ukrajinsky Київський мотоциклетний завод, ve zkratce KMZ) vycházejících z německého motocyklu BMW (typ BMW R 71), jejichž výroba v Sovětském svazu byla zahájena pod označením M-72  („M“ pro „Motocykl“, rusky Мотоцикл).

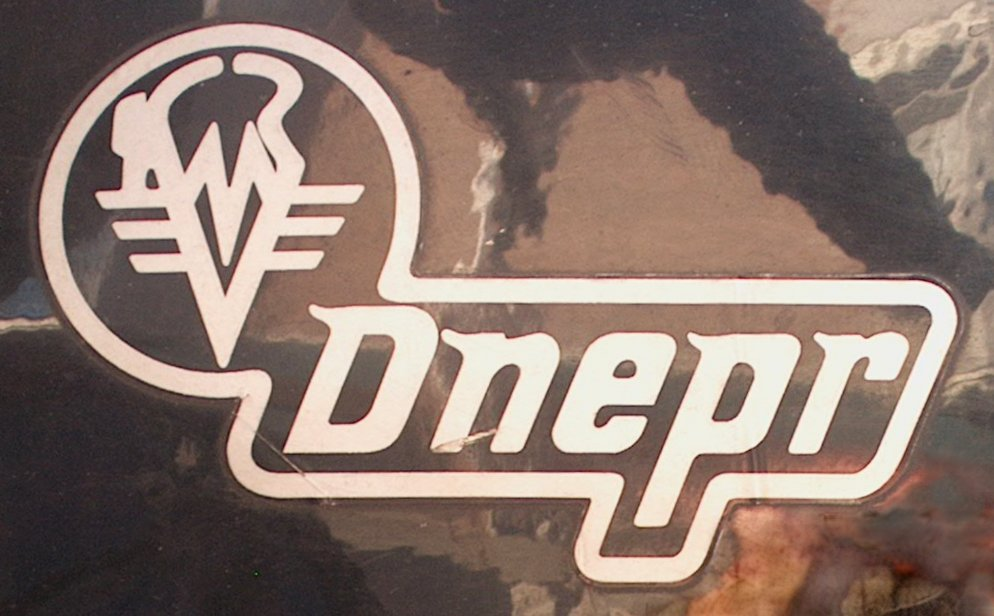
Logo Dněpr

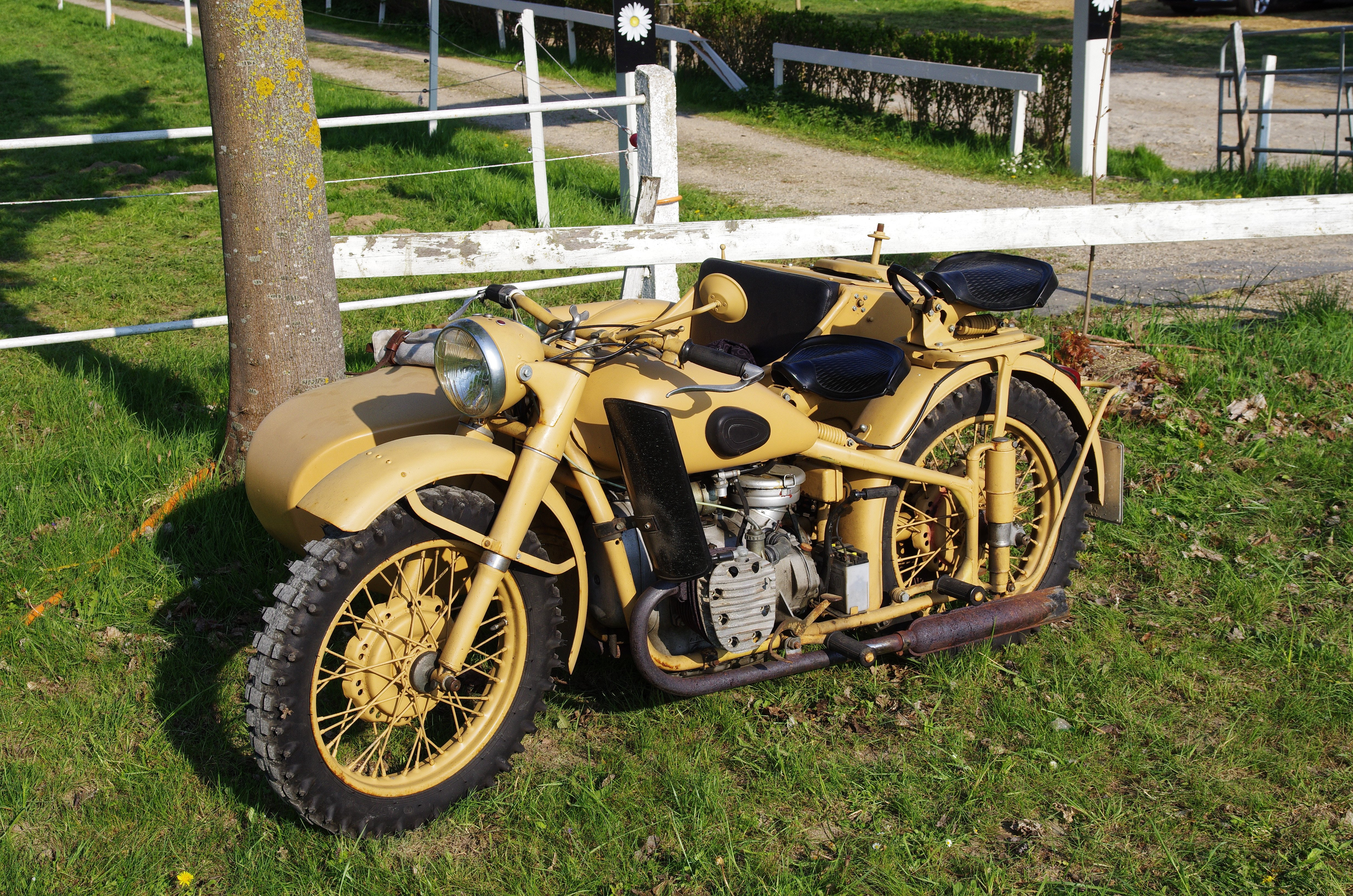
KMZ M-72

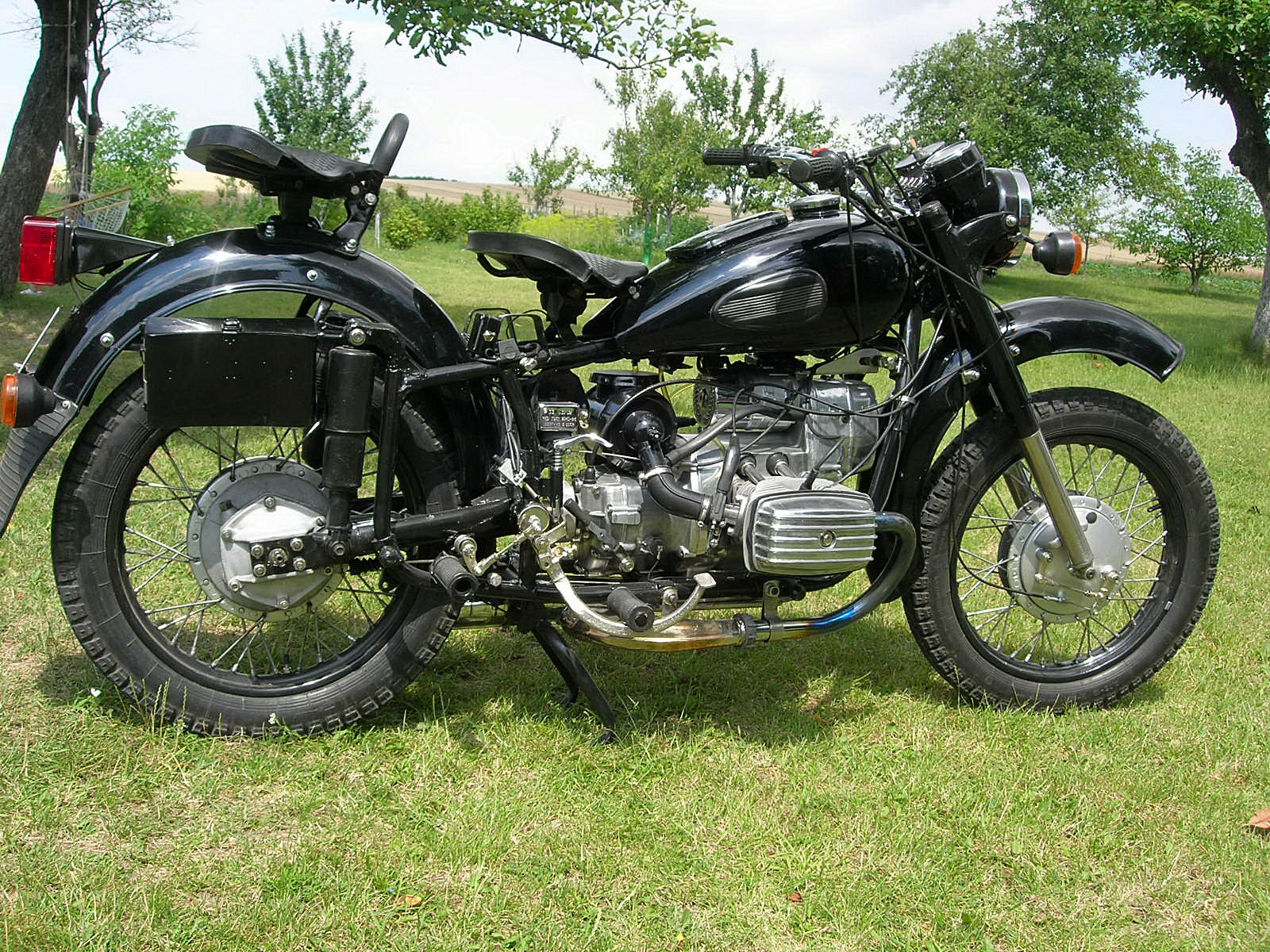
Dněpr MT-9

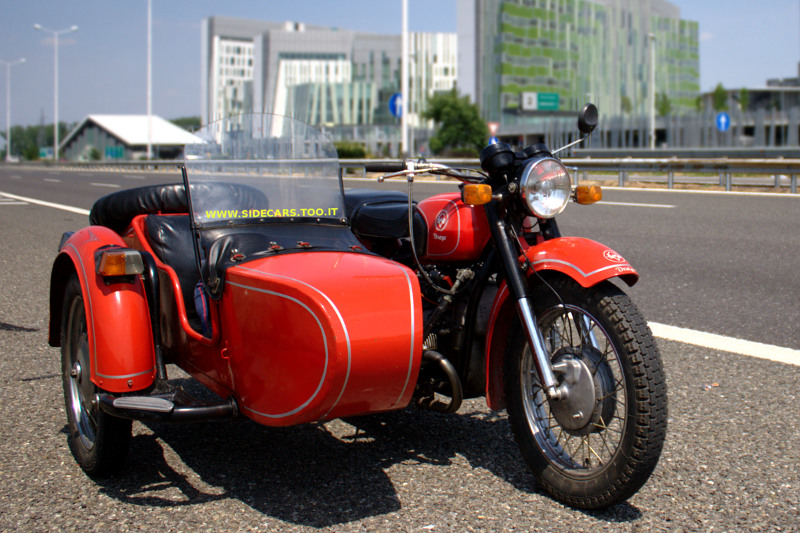
Dněpr MT 10-36

## Typy
- Dněpr K-750 je následovníkem modelu М-72 s vyšším kompresním poměrem (5,7 až 6,1), modernizovaným odpružením a chlazením motoru. Dvouválcový motor s rozvodem SV, vrtání 78 mm, zdvih 78mm, výkon 26 hp (19,2 kW) při 4600 až 4900 ot/min.
  - Dněpr МВ-750 – vojenská modifikace К-750 s diferenciálem a náhonem na kolo přívěsného vozíku se závěrou diferenciálu. Postranní vozík byl osazen vpředu i vzadu držákem lehkého kulometu.
  - Dněpr МВ-750M – vojenská modifikace К-750 s diferenciálem a náhonem na kolo přívěsného vozíku se zpátečkou, bez závěry diferenciálu.
- Dněpr К-650 (později Dněpr МТ-8) – výroba 1967 až 1974. Dvouválcový motor s rozvodem OHV, kompresní poměr 7:1, vrtání 78 mm, zdvih 68 mm, výkon 32 hp (23,4 kW) při 5600 ot/min.
- Dněpr МТ-9 – výroba 1971 až 1976. Převodovka se zpátečkou, směrová světla. Dvouválcový motor s rozvodem OHV, kompresní poměr 7:1, vrtání 78 mm, zdvih 68 mm, výkon 32 hp (23,4 kW) při 5600 ot/min. Palubní síť 6 V.
- Dněpr МТ-10 – výroba 1975 až 1985. Palubní síť 6 V. Měkké sedadlo a jiná palivová nádrž. Dvouválcový motor s rozvodem OHV, kompresní poměr 7,5:1, vrtání 78 mm, zdvih 68 mm, výkon 25 hp (18,2 kW) při 5200 ot/min. Palubní síť 6 V.[1]
- Dněpr МТ-10-36 – výroba 1975 až 1984. Dvouválcový motor s rozvodem OHV, kompresní poměr 7,5:1, vrtání 78 mm, zdvih 68 mm, výkon 36 hp (26,6 kW) při 5600 až 5900 ot/min, kroutící moment 47 Nm. Palubní síť 12 V.
- Dněpr MT-12 – výroba 1979 až 1983. Motor K-750, kompresní poměr 7,5:1, vrtání 78 mm, zdvih 78 mm, výkon 26 hp (19 kW) při 4900 ot/min.[2] S náhonem na kolo postranního vozíku s držákem na přídavné desetilitrové kanystry.
- Dněpr MT-11 – výroba 1987 až 1992. Modernizovaný motor se zvýšeným kroutícím momentem v nižších otáčkách. Brzda na kolo postranního vozíku. Palubní síť 12 V. Dvouválcový motor s rozvodem OHV, kompresní poměr 8,5:1, vrtání 78 mm, zdvih 68 mm, výkon 38 hp (27,7 kW) při 5900 ot/min.[3][4]
- Dněpr MT-16 – výroba 1987 až 1992. Model МТ-11 s náhonem a brzdou na kolo přívěsného vozíku s držákem na desetilitrové kanystry.
  - Dněpr МВ-650 М1 – vojenská modifikace MT-16 bez brzdy kola postranního vozíku.
- Dněpr KMZ 8.157.01 (často zvaný Dněpr МТ-19) – výroba od roku 1991. Silniční motocykl bez postranního vozíku.